# Xenophanes

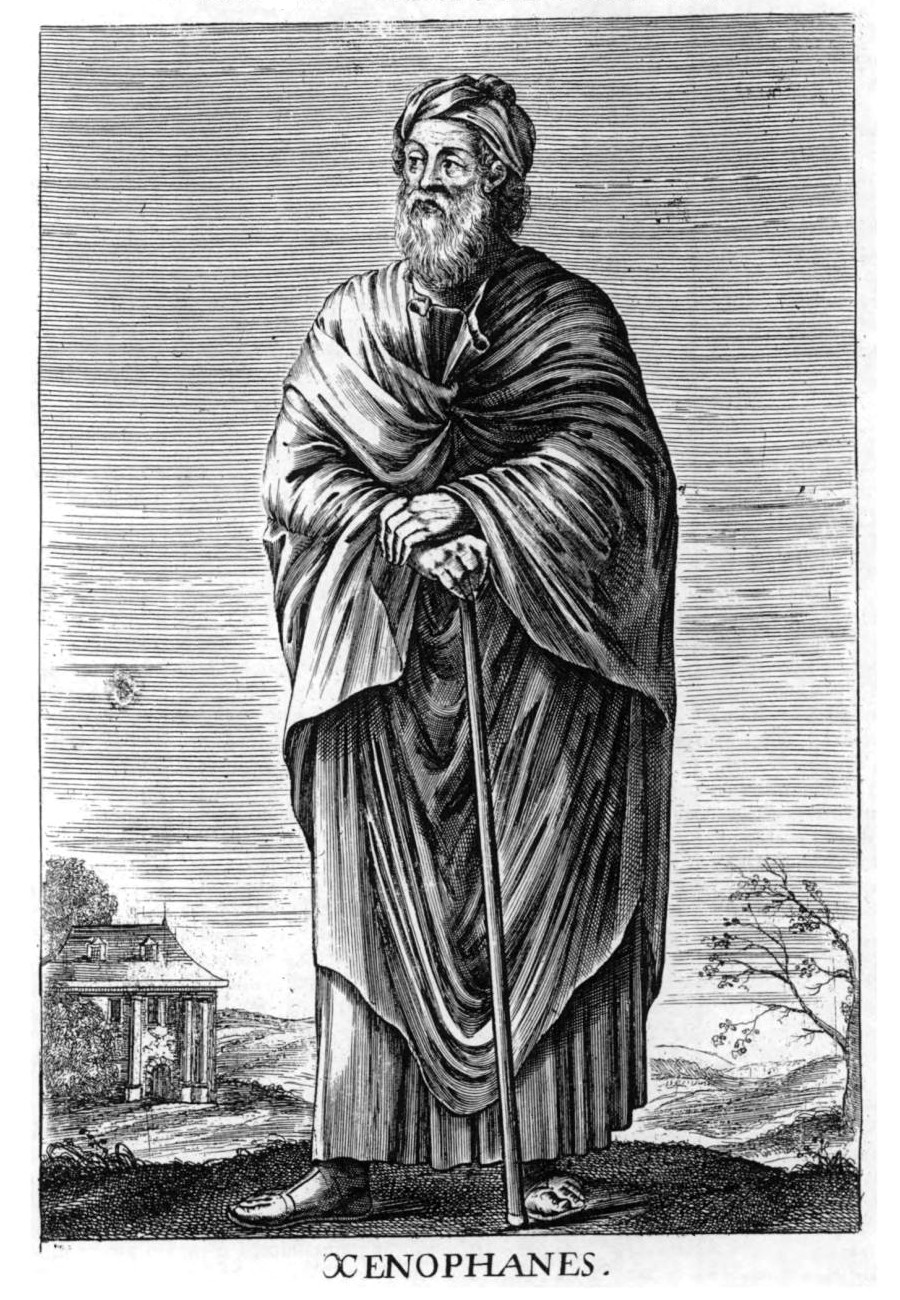
Fiktives Porträt von Xenophanes aus einem Stich des 17. Jahrhunderts

Xenophanes von Kolophon (griechisch Ξενοφάνης ὁ Κολοφώνιος Xenophánēs ho Kolophṓnios; * um 580/570 v. Chr. in Kolophon, Ionien; † im frühen 5. Jahrhundert v. Chr. in Süditalien) war ein antiker griechischer Philosoph und Dichter. Er wird zu den Vorsokratikern gezählt und war einer der führenden Naturphilosophen seiner Zeit.

## Leben
Die Geburt des Xenophanes im kleinasiatischen Kolophon wird in der neueren Forschung teils um 570 v. Chr. datiert, teils in den Zeitraum 580–577 gesetzt. Im Alter von 25 Jahren wurde er aus seiner Heimatstadt vertrieben und führte dann ein unstetes Wanderleben. Er wanderte jahrzehntelang (je nach Lebensdaten bis zu 67 Jahre) durch die griechischen Lande, vielleicht sogar nach Ägypten. Er übersiedelte nach Elea in das von Griechen besiedelte Süditalien und war wohl als Rhapsode, das heißt als Rezitator der alten Epen (vor allem Homers) tätig. Vermutlich rezitierte er auch eigene Werke, die allerdings nicht überliefert sind. Auch seine philosophischen Werke verfasste er stets in der lyrisch gebundenen Form von Elegien und Silloi.
Der Tod des Xenophanes wird traditionell in die Zeit um 475 gesetzt, weil er noch mit dem Tyrannen Hieron von Syrakus, der 478 an die Macht kam, persönlich Kontakt gepflegt haben soll. Demnach wäre er über neunzig oder sogar über hundert Jahre alt geworden. Xenophanes war zwar in der Antike als ungewöhnlich langlebig bekannt, doch wird in der Forschung teils bezweifelt, dass er tatsächlich ein so hohes Alter erreichte.

## Bedeutung, Lehre, Wirkung
Als Vertreter einer Zeit des Wandels, der Morgenröte des klassischen Hellas, hebt Xenophanes ganz im Sinne Hegels das Erbe der vorklassischen Welt auf; er ist der erste, der dies auf eine greifbar systematische Art tut, der „Sturmvogel der griechischen Aufklärung“, der erste Ideen einer aufklärerischen Religionskritik und des Rationalismus entwickelt. Nicht zufällig ist Xenophanes, wie Werner Jaeger sagt, „der erste griechische Denker, der als Persönlichkeit fassbar ist“.
Xenophanes’ Lehre war schon Platon und Aristoteles recht unklar. Bereits Heraklit hatte über ihn gesagt, dass das Kennenlernen vieler Dinge ihn nicht Verstehen gelehrt habe, und Aristoteles hielt ihn für etwas schlicht. Aus der Antike haben wir sonst kaum Zeugnisse; auch zu seiner Philosophie sind nur wenige Nachrichten überliefert. Komplex und kontrovers ist hingegen die moderne Debatte. Die Faszination des Fragmentarischen steigert die Möglichkeit zu kreativer Interpretation mit all ihren Gefahren. 
Xenophanes schrieb analytisch und satirisch unter anderem über die Vielzahl und Menschenähnlichkeit der griechischen Götter. Er kritisierte somit die anthropomorphe Göttervorstellung Homers und Hesiods. Daher bezeichnete ihn Albert Regenfelder als „Anti-Homer im Gewand des homerischen Sängers“. Nach dem religionssoziologischen Ansatz des Xenophanes schufen nicht die Götter die Menschen, sondern die Menschen die Götter („Wenn die Pferde Götter hätten, sähen sie wie Pferde aus“). In seinem philosophischen Hauptwerk Über die Natur vertritt er einen Monotheismus, dessen Gott ewig, einheitlich, unbeweglich und von vollkommener Gestalt ist, wobei das Pantheon der ursprünglich und vorhomerisch durchaus lokalen Gottheiten erhalten bleibt. 
Karl Popper hielt Xenophanes für einen Vorläufer des kritischen Rationalismus. Das menschliche Wissen besteht für Xenophanes aus Vermutung (Meinung). Die Wahrheit sei nicht als solche erkennbar, doch sei es möglich, sich ihr allmählich anzunähern: „Nicht von Anfang an haben die Götter den Sterblichen alles Verborgene gezeigt, sondern allmählich finden sie suchend das Bessere.“
Diese Auffassung führt dann bei Parmenides von Elea zur strikten Unterscheidung zwischen der wahren, durch die Sinne nicht wahrnehmbaren Welt und der Welt der Erscheinungen (Weg der Meinung). Xenophanes’ Rationalismus führte ihn zu einer gleichsam agnostischen Position in Bezug auf die Götter. Zwar stellte er deren Existenz nicht in Frage, urteilte aber, dass der Mensch niemals etwas Gesichertes über die Götter wissen könne. 
Bis in die 1950er Jahre hinein wurde – auf Grund falscher doxographischer Überlieferung schon seit der Antike, unter anderem des Aristoteles – häufig angenommen, Xenophanes sei ein eleatischer Philosoph gewesen, da er auch in Elea (römisch Velia) an der großgriechischen Küste Lukaniens (Unteritalien) gewirkt hat. Mit den Eleaten ist er aber nach heutigem Forschungsstand nicht direkt verbunden, auch nicht mit Parmenides oder gar Zenon von Elea, wie Friedrich Nietzsche bereits erkannt hatte: Anwesenheit am selben Ort genügt als Beleg nicht. 
Xenophanes hatte aus Fossilienfunden auf einem Berg geschlossen, dass das Wasser einst die ganze Erde bedeckt haben müsse (siehe Neptunismus). Er meinte, alles sei aus Wasser und Erde entstanden (Urschlamm) und vergehe schließlich wieder zu Wasser. Zur Erde schrieb er: „Aus Erde nämlich ist alles und als Erde alles endigt.“ Die Erde werde vom Wasser weggeschwemmt und entstehe danach wieder neu. Das Meer sei zudem der Ursprung der Wolken; Sonne und Gestirne entständen wiederum aus diesen Wolken. Der Regenbogen sei eine besonders geartete Wolke.

## Eponyme
Der Asteroid (6026) Xenophanes und ein Mondkrater sind nach ihm benannt.